# Maçaners
Maçaners es una localidad española del municipio de Saldes, perteneciente a la provincia de Barcelona, en la comunidad autónoma de Cataluña.

## Toponimia
El nombre del lugar puede encontrarse referido con las grafías Masanés y Maçaners.

## Historia
A mediados del siglo XIX, el lugar era descrito como una cuadra que formaba ayuntamiento con Saldes. Aparece descrito en el decimoprimer volumen del Diccionario geográfico-estadístico-histórico de España y sus posesiones de Ultramar de Pascual Madoz de la siguiente manera:

MASANÉS: cuadra en la prov., aud. terr. y c. g. de Barcelona, part. jud. de Berga, dióc. de Solsona; forma ayunt. con Saldes, á cuyo l. está unida su pobl. y riqueza.
(Madoz, 1848, p. 279)

En 2022, el núcleo de población tenía empadronados 20 habitantes.

## Cultura
En la localidad se celebra anualmente, desde 1985, un encuentro de acordeonistas.